# Гусейнов, Вугар Тофик оглы
Вугар Тофик оглы Гусейнов (азерб. Vüqar Tofiq oğlu Hüseynov; 20 июня 1969, Дашкесан, Джебраильский район — 20 июля 1991, Бузлуг, Геранбойский район) — азербайджанский советский милиционер, старший сержант Отряда милиции особого назначения МВД Азербайджанской ССР. Национальный герой Азербайджана, участник столкновений в Геранбойском районе летом 1991 года.

## Биография
Вугар Тофик оглы Гусейнов родился 20 июня 1969 года в селе Дашкесан Джебраильского района. Здесь же в 1976 году он пошёл в школу. Окончил десятый класс в 1986 году. Затем продолжил образование в профессионально-техническом училище № 14 города Баку и получил квалификацию электросварщика.
В 1987 году Гусейнов был призван на военную службу. Служил во Внутренних войсках МВД СССР. Во время военной службы получил звание сержанта. После окончания военной службы в 1989 году начал работать электросварщиком в Бинагадинском нефтегазовом управлении.
В связи с началом Карабахского конфликта Вугар Гусейнов в октябре 1990 года поступил на службу в Отряд милиции особого назначения МВД Азербайджанской ССР. Принимал участие в подавлении армянских вооружённых выступлений близ Ходжалы, в Чайкенде и ряде сёл Геранбойского района. Также участвовал в розыске убийц азербайджанской журналистки Салатын Аскеровой.
20 июля 1991 года армянскими боевиками близ села Бузулук бывшего Шаумяновского района (с 7 февраля 1991 года — Геранбойского района) было совершено нападение, в ходе которого получили повреждения три Ми-24 и один из лётчиков-операторов был ранен. В ходе этих боёв Вугар Гусейнов погиб. Похоронен в родном селе Дашкесан.
На момент гибели был холост.

## Награды
Указом Президиума Верховного Совета СССР  награждён орденом Красной Звезды (посмертно).
Указом исполняющего обязанности президента Азербайджанской Республики Исы Гамбарова № 831 от 6 июня 1992 года старшему сержанту милиции Вугару Тофик оглы Гусейнову за личное мужество и отвагу, проявленные во время защиты территориальной целостности Азербайджанской Республики и обеспечения безопасности мирного населения, было присвоено звание Национального героя Азербайджана (посмертно).

## Память
Средняя школа родного села Гусейнова носит его имя.